# Майкопский район
Майко́пский райо́н (адыг. Мыекъуэпэ къедзыгъо) — административно-территориальная единица и муниципальное образование (муниципальный район) в составе Республики Адыгея Российской Федерации.
Административный центр — посёлок Тульский.

## География
Расположен в южной части республики. Общая площадь территории района составляет 3667,43 км².
Граничит на севере с Майкопским городским округом и Гиагинским районом Адыгеи, а также на востоке — с Мостовским,  на западе — с Апшеронским, на северо-западе — с Белореченским районами Краснодарского края, а на юге — с городским округом города-курорта Сочи того же края.
Большую часть района составляет горная зона, переходящая на севере в предгорную. Рельеф местности преимущественно холмистый на севере и гористый на юге. В почвенном покрове района наибольшее распространение получили горные чернозёмы. Территории высокогорных массивов охвачены оледенением. Высшей точкой района и всей республики является гора Чугуш (3237 м). Среди туристов наиболее популярны плато Лаго-Наки и Фишт-Оштенский горный массив.
Главной водной артерией района является река Белая, протекающая по центральной части района. Наиболее крупными её притоками на территории района являются реки Курджипс, Дегуако, Бзыха, Фортепианка и другие (левые притоки), Молчепа, Киша, Сюк, Дах, Мешоко, Хаджох, Фюнтв и другие (правые притоки). Также на территории района берут своё начало реки Улька, Кужора, Сераль и другие, которые относятся к другим речным подбассейнам.
Климат на территории района влажный умеренный и важную роль играет близость Чёрного моря и переходное положение от умеренного к субтропическому климату. Средние показатели температуры воздуха колеблются от +23,0°С в июле до -1,0°С в январе. Среднегодовая температура составляет +11,0°С. Среднегодовое количество осадков составляет около 1000 мм. Наибольшее количество осадков выпадает в весенний период.

## История
- Майкопский район с центром в городе Майкоп, был образован 2 июня 1924 года в составе Майкопского округа Юго-Восточной области. В его состав первоначально вошли 19 сельсоветов: Абадзехский, Безводненский, Дагестанский, Даховский, Каменномостский, Келермесский, Кужорский, Курджипский, Майкопский, Махошевский, Нижегородский, Новопрохладненский, Новосвободный, Севастопольский, Темнолесский, Тульский, Хамышкинский, Ханский, Ярославский.
- 16 ноября 1924 года район был передан в состав Северо-Кавказского края.
- 29 февраля 1928 года в состав района была включена большая часть территории упразднённого Дондуковского района, из Майкопского района в состав Лабинского района были переданы Махошевский (станица Махошевская, хутора Джаковский, Новоспасский, Новотроицкий, Новогуляевский) и Ярославский (станица Ярославская) сельсоветы.
- 10 января 1934 года район был передан в состав Азово-Черноморского края.
- 31 декабря 1934 года из Майкопского района был выделен Гиагинский район.
- 10 апреля 1936 года город Майкоп и Ханский сельсовет вошли в состав Гиагинского района Адыгейской автономной области, а районный центр был перенесён в станицу Тульскую, а район был переименован в Тульский.
- 13 сентября 1937 года Тульский район был передан в состав Краснодарского края.
- 21 февраля 1940 года в составе Адыгейской АО был образован Майкопский район с центром в городе Майкоп. В его состав вошли Кужорский сельсовет Тульского района, Кировский, Краснооктябрьский и Первомайский сельсоветы Майкопа, Красноульский и Ханский сельсоветы Гиагинского района.
- 21 августа 1950 года из Тульского района в Апшеронский был передан Темнолесский сельсовет.
- 10 декабря 1953 года из Тульского района в Апшеронский был передан Нижегородский сельсовет.
- С 7 декабря 1956 года по 10 июня 1959 года Майкопский район был упразднён, а его территория находилась в подчинении Майкопского горсовета.
- 28 апреля 1962 года к Майкопскому району Адыгейской АО была присоединена территория упразднённого Тульского района Краснодарского края. В состав Майкопского района вошли Абадзехский, Даховский, Каменномостский, Курджипский, Новосвободненский, Тульский и Хамышкинский сельсоветы Тульского района.
- 1 февраля 1963 года все сельсоветы бывшего Майкопского района были присоединены к Гиагинскому району, а на территории бывшего Тульского района образован Тульский промышленный район.
- 12 января 1965 года Тульский промышленный район был упразднён, а его территория возвращена в состав восстановленного Майкопского района. 6 июля 1965 года центром Майкопского района вновь был избран посёлок Тульский.
- В 1993 году была прекращена деятельность сельских советов, а территории сельских администраций преобразованы в сельские округа.
- В 2005 году в Майкопском районе были упразднены сельские округа и образованы 10 муниципальных образований.
- В 2011 году пгт Тульский и Каменномостский были преобразованы в посёлки сельского типа.

## Население
| 1959    | 1970    | 1979    | 1989    | 2002    | 2010    | 2011    | 2012    | 2013    |
| ------- | ------- | ------- | ------- | ------- | ------- | ------- | ------- | ------- |
| 25 262  | ↗70 924 | ↘70 818 | ↘58 593 | ↘58 485 | ↘58 439 | ↗58 451 | ↗58 735 | ↗59 246 |
| 2014    | 2015    | 2016    | 2017    | 2018    | 2019    | 2020    | 2021    | 2023    |
| ↗59 640 | ↗60 024 | ↗60 097 | ↗60 135 | ↘60 107 | ↘60 069 | ↗61 104 | ↘58 477 | ↗58 793 |
| 2024    |         |         |         |         |         |         |         |         |
| ↗59 156 |         |         |         |         |         |         |         |         |

Национальный состав

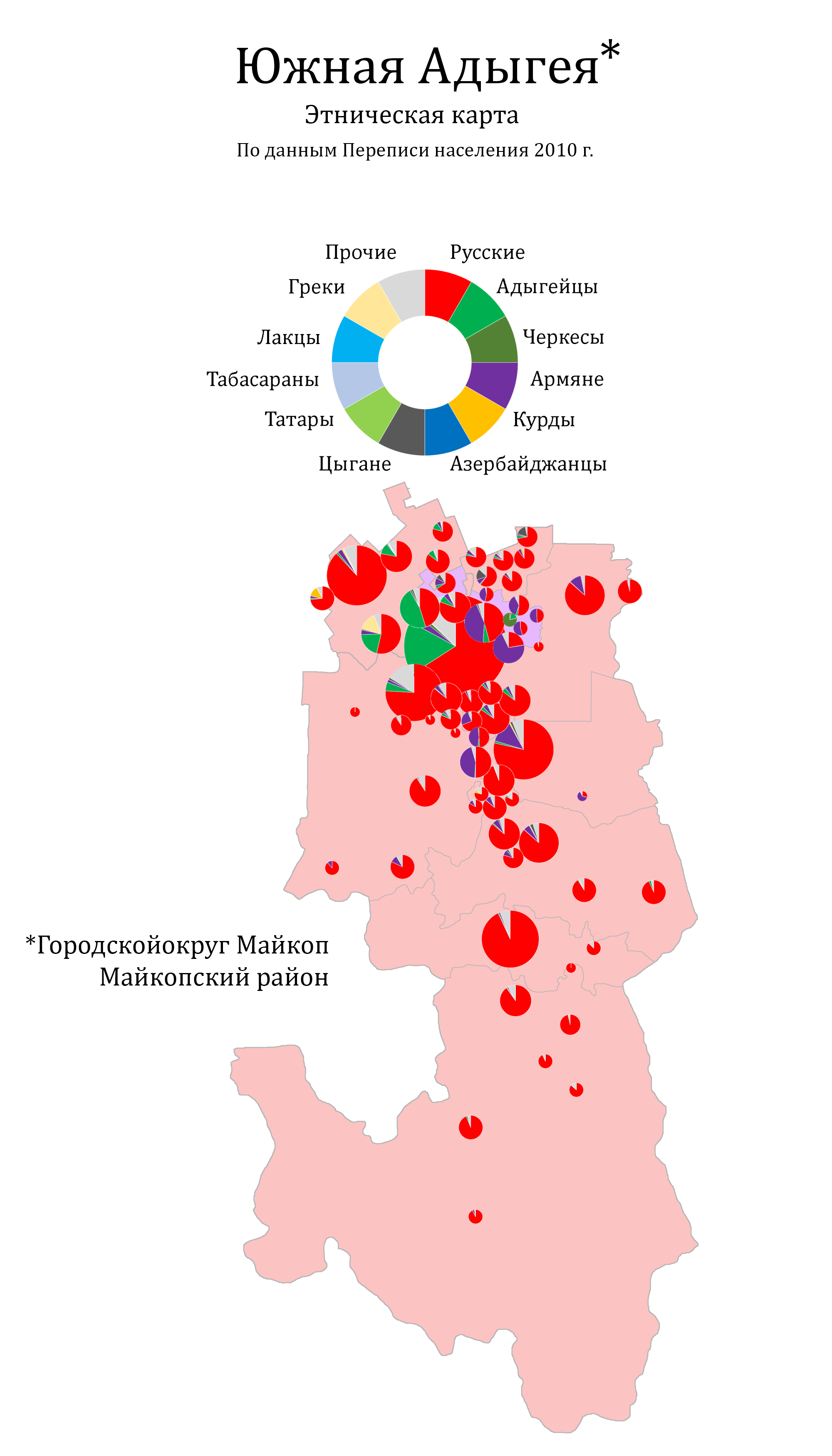
Этническая карта Майкопа и Майкопского района, перепись 2010 г.

По итогам переписи населения 2020 года проживали следующие национальности (национальности менее 0,2 % и другое см. в сноске к строке «Другие»):
| Национальность  | Численность, чел. | Доля     |
| --------------- | ----------------- | -------- |
| Русские         | 43 275            | 74,00 %  |
| Армяне          | 5 260             | 8,99 %   |
| Адыги (Черкесы) | 1 165             | 2,00 %   |
| Цыгане          | 412               | 0,70 %   |
| Украинцы        | 391               | 0,67 %   |
| Татары          | 138               | 0,24 %   |
| Другие          | 7836              | 13,40 %  |
| Итого           | 58 477            | 100,00 % |

Половозрастной состав
По данным Всероссийской переписи населения 2010 года:
| Возраст     | Мужчины, чел. | Женщины, чел. | Общая численность, чел. | Доля от всего населения, % |
| ----------- | ------------- | ------------- | ----------------------- | -------------------------- |
| 0 — 14 лет  | 5 241         | 5 048         | 10 289                  | 17,61 %                    |
| 15 — 59 лет | 17 585        | 18 522        | 36 107                  | 61,78 %                    |
| от 60 лет   | 4 446         | 7 597         | 12 043                  | 20,61 %                    |
| Всего       | 27 272        | 31 167        | 58 439                  | 100,0 %                    |

Мужчины — 27 272 чел. (46,7 %). Женщины — 31 167 чел. (53,3 %).
Средний возраст населения: 39,4 лет. Средний возраст мужчин: 37,1 лет. Средний возраст женщин: 41,5 лет.
Медианный возраст населения: 38,9 лет. Медианный возраст мужчин: 36,0 лет. Медианный возраст женщин: 41,7 лет.

## Муниципальное устройство
В рамках организации местного самоуправления муниципальный район включает 10 сельских поселений:
| №  | Сельское поселение                   | Административный центр      | Количество населённых пунктов | Население | Площадь, км2 |
| -- | ------------------------------------ | --------------------------- | ----------------------------- | --------- | ------------ |
| 1  | Абадзехское сельское поселение       | станица Абадзехская         | 5                             | ↘6063     | 387,93       |
| 2  | Даховское сельское поселение         | станица Даховская           | 7                             | ↘2859     | 637,59       |
| 3  | Каменномостское сельское поселение   | посёлок Каменномостский     | 3                             | ↗7245     | 186,93       |
| 4  | Кировское сельское поселение         | хутор Северо-Восточные Сады | 8                             | ↗5883     | 68,37        |
| 5  | Краснооктябрьское сельское поселение | посёлок Краснооктябрьский   | 11                            | ↗11 314   | 435,99       |
| 6  | Красноульское сельское поселение     | хутор Красная Улька         | 6                             | ↗1762     | 56,88        |
| 7  | Кужорское сельское поселение         | станица Кужорская           | 3                             | ↘4013     | 230,82       |
| 8  | Победенское сельское поселение       | посёлок Совхозный           | 6                             | ↗5170     | 24,49        |
| 9  | Тимирязевское сельское поселение     | посёлок Тимирязева          | 6                             | ↗3673     | 19,33        |
| 10 | Тульское сельское поселение          | посёлок Тульский            | 2                             | ↗11 174   | 234,28       |

В 2005 году в муниципальном районе были созданы два городских и 8 сельских поселений. В 2013 году Тульское и Каменномостское городские поселения были преобразованы в сельские поселения.

## Населённые пункты
Распределение населения района
 п. Тульский (18,88 %) п. Каменномостский (11,96 %) п. Краснооктябрьский (10,45 %) х. Северо-Восточные Сады (5,91 %) ст. Абадзехская (5,97 %) Остальные (46,83 %)
В Майкопском районе 57 сельских населённых пунктов:
| №  | Населённый пункт      | Тип     | Население | Муниципальное образование            |
| -- | --------------------- | ------- | --------- | ------------------------------------ |
| 1  | Абадзехская           | станица | ↗3532     | Абадзехское сельское поселение       |
| 2  | Безводная             | станица | ↘87       | Краснооктябрьское сельское поселение |
| 3  | Весёлый               | хутор   | ↗250      | Абадзехское сельское поселение       |
| 4  | Весёлый               | хутор   | ↗38       | Каменномостское сельское поселение   |
| 5  | Вольный               | хутор   | ↘271      | Красноульское сельское поселение     |
| 6  | Гражданский           | хутор   | ↗335      | Красноульское сельское поселение     |
| 7  | Грозный               | хутор   | ↘268      | Кировское сельское поселение         |
| 8  | Грозный               | хутор   | ↗694      | Победенское сельское поселение       |
| 9  | Гузерипль             | посёлок | →81       | Даховское сельское поселение         |
| 10 | Дагестанская          | станица | ↘424      | Краснооктябрьское сельское поселение |
| 11 | Даховская             | станица | ↘1347     | Даховское сельское поселение         |
| 12 | Дьяков                | хутор   | ↘123      | Кировское сельское поселение         |
| 13 | Калинин               | хутор   | ↗340      | Красноульское сельское поселение     |
| 14 | Каменномостский       | посёлок | ↗7075     | Каменномостское сельское поселение   |
| 15 | Кармир-Астх           | хутор   | →45       | Кужорское сельское поселение         |
| 16 | Коминтерн             | хутор   | ↘248      | Красноульское сельское поселение     |
| 17 | Красная Улька         | хутор   | ↗363      | Красноульское сельское поселение     |
| 18 | Краснооктябрьский     | посёлок | ↗6183     | Краснооктябрьское сельское поселение |
| 19 | Красный Мост          | хутор   | →65       | Краснооктябрьское сельское поселение |
| 20 | Кужорская             | станица | ↘3535     | Кужорское сельское поселение         |
| 21 | Курджипская           | станица | ↘1573     | Краснооктябрьское сельское поселение |
| 22 | Мафэхабль             | аул     | ↗234      | Кировское сельское поселение         |
| 23 | Махошеполяна          | село    | →6        | Тульское сельское поселение          |
| 24 | Меркулаевка           | посёлок | ↘83       | Даховское сельское поселение         |
| 25 | Мирный                | посёлок | ↗28       | Краснооктябрьское сельское поселение |
| 26 | Мичурина              | посёлок | ↗77       | Тимирязевское сельское поселение     |
| 27 | Никель                | посёлок | →4        | Даховское сельское поселение         |
| 28 | Новопрохладное        | село    | ↘185      | Даховское сельское поселение         |
| 29 | Новосвободная         | станица | ↘610      | Абадзехское сельское поселение       |
| 30 | Октябрьский           | хутор   | ↘43       | Кировское сельское поселение         |
| 31 | Первомайский          | посёлок | ↘1162     | Абадзехское сельское поселение       |
| 32 | Победа                | посёлок | ↘132      | Каменномостское сельское поселение   |
| 33 | Победа                | посёлок | ↗810      | Победенское сельское поселение       |
| 34 | Подгорный             | посёлок | ↘72       | Тимирязевское сельское поселение     |
| 35 | Приречный             | посёлок | ↘385      | Краснооктябрьское сельское поселение |
| 36 | Причтовский           | хутор   | ↘366      | Победенское сельское поселение       |
| 37 | Пролетарский          | хутор   | ↗1090     | Кировское сельское поселение         |
| 38 | Садовый               | посёлок | ↘138      | Тимирязевское сельское поселение     |
| 39 | Садовый               | хутор   | ↗535      | Краснооктябрьское сельское поселение |
| 40 | Севастопольская       | станица | ↘509      | Абадзехское сельское поселение       |
| 41 | Северо-Восточные Сады | хутор   | ↗3494     | Кировское сельское поселение         |
| 42 | Советский             | хутор   | ↗435      | Кировское сельское поселение         |
| 43 | Совхозный             | посёлок | ↗1475     | Победенское сельское поселение       |
| 44 | Спокойный             | посёлок | ↘44       | Краснооктябрьское сельское поселение |
| 45 | Табачный              | посёлок | ↗1990     | Краснооктябрьское сельское поселение |
| 46 | Тимирязева            | посёлок | ↗1182     | Тимирязевское сельское поселение     |
| 47 | Ткачёв                | хутор   | ↗205      | Красноульское сельское поселение     |
| 48 | Трёхречный            | посёлок | ↗433      | Кужорское сельское поселение         |
| 49 | Тульский              | посёлок | ↗11 168   | Тульское сельское поселение          |
| 50 | Удобный               | посёлок | ↗1526     | Победенское сельское поселение       |
| 51 | Усть-Сахрай           | посёлок | ↗254      | Даховское сельское поселение         |
| 52 | Хакодзь               | посёлок | →0        | Краснооктябрьское сельское поселение |
| 53 | Хамышки               | село    | ↗905      | Даховское сельское поселение         |
| 54 | Цветочный             | посёлок | ↗1395     | Тимирязевское сельское поселение     |
| 55 | Шаумян                | хутор   | ↗299      | Победенское сельское поселение       |
| 56 | Шунтук                | хутор   | ↘809      | Тимирязевское сельское поселение     |
| 57 | 17 лет Октября        | хутор   | ↗196      | Кировское сельское поселение         |

С 1963 до 2011 гг. посёлок Тульский, а с 1948 до 2011 гг. посёлок Каменномостский были посёлками городского типа.

## Местные органы власти
Администрация Майкопского муниципального района — посёлок Тульский, ул. Советская, 42.
Структуру органов местного самоуправления муниципального образования составляют:
- Совет местного самоуправления Майкопского муниципального района — выборный представительный орган района;
  - Председатель совета местного самоуправления Майкопского муниципального района — высшее должностное лицо района;
- Местная администрация Майкопского муниципального района — исполнительно-распорядительный орган района;
  - Глава местной администрации Майкопского муниципального района — глава исполнительной власти в районе.

Глава местной (районной) администрации
- Топоров Олег Геннадьевич (с 11 октября 2018 года)

Председатель Совета Народных депутатов (районного совета)
- Марьин Михаил Александрович (с 6 октября 2017 года)

Список депутатов СНД Майкопского муниципального района IV созыва (2016-2020).
| Агошков Евгений Викторович      |
| Алифиренко Геннадий Юрьевич     |
| Ассакалова Ирина Алексеевна     |
| Безусько Татьяна Сергеевна      |
| Белов Александр Дмитриевич      |
| Быканова Елена Александровна    |
| Булгаков Александр Викторович   |
| Галушков Дмитрий Константинович |
| Даргушаов Вячеслав Русланович   |
| Золотарёва Ольга Алексеевна     |
| Иванченко Владимир Николаевич   |
| Калинина Оксана Анатольевна     |

| Канкулов Аслан Асланбиевич         |
| Караманьян Рита Айковна            |
| Карапетян Рафик Самвелович         |
| Коновалов Евгений Алексеевич       |
| Коновская Татьяна Феоровна         |
| Кисьян Ашот Антраникович           |
| Кичаев Сергей Алексеевич           |
| Колесников Александр Александрович |
| Кривобородов Александр Сергеевич   |
| Кудрявцева Елена Александровна     |
| Латкин Александр Николаевич        |
| Логачёв Евгений Александрович      |

| Логвиненко Александр Анатольевич |
| Лукшина Татьяна Павловна         |
| Лукьянченко Надежда Михайловна   |
| Марьин Михаил Александрович      |
| Мокрова Любовь Ильинична         |
| Панеш Рустам Шамсудинович        |
| Ситников Владимир Константинович |
| Стаценко Алла Михайловна         |
| Студеникин Андрей Александрович  |
| Тахмазян Вагинак Ардашович       |
| Федорченко Юлия Анатольевна      |
| Хакунов Рамазан Хамидович        |

## Экономика
Основные отрасли экономической направленности района – промышленность, сельское хозяйство, туризм и торговля.
Промышленность
Промышленность является одним из базовых секторов экономики района.
Промышленные предприятия в районе представлены 7 отраслями. В структуре промышленного производства наибольший удельный вес принадлежит обрабатывающим производствам — 80,4 % в общем объёме отгруженной промышленной продукции (из них: производство пищевых продуктов – 26,4 %; производство прочих неметаллических изделий – 37,2 %; производство изделий из дерева – 16,7 %), далее следует добыча полезных ископаемых – 16,0 %, производство и распределение электроэнергии, газа и воды – 2,7 % и менее 1 % в структуре отгруженной промышленной продукции занимает лесное хозяйство.
Сельское хозяйство
В районе сельскохозяйственную деятельность ведут 18 сельскохозяйственных предприятий, 118 КФХ (из них: 65 в области растениеводства и 53 в области животноводства), а также 112 индивидуальных предпринимателей.
В Майкопском районе расположено самое северное в мире чаеводческое хозяйство. Переработкой чая занимаются в Адыгейском филиале ФГБНУ «Всероссийский научно-исследовательский институт цветоводства и субтропических культур» в посёлке Цветочный.
Туризм
Майкопский район один из главных круглогодичных курортов Северо-Западного Кавказа и является главным туристическим центром республики, с большим природным и туристским потенциалом.
В районе наибольшее развитие получили: спортивный туризм, экологический туризм, пешеходный туризм, водный туризм, горный туризм, альпинизм, автотуризм, этнотуризм, а также паломничество в культовые сооружения. Одним из наиболее значимых инвестиционных проектов в сфере туризма района и республики в целом, является «Туристско-рекреационный кластер «Ворота Лаго-Наки», который предусматривает строительство взаимоувязанных туристических и экскурсионных объектов.

## Транспорт
На территории Майкопского района 814,162 км дорог общего пользования, в том числе: 99,67 км дорог федерального значения и 240,68 км дорог республиканского значения (в основном это подъездные дороги к населённым пунктам), 473,8 км — это дороги местного значения в населённых пунктах.
Автомобильное сообщение
Вдоль долины реки Белая, через центральную часть района проходит федеральная автотрасса «Майкоп-Гузерипль» А-159. От которой ответвляется большая часть остальных автодорог республиканского и местного значений. В районе действует разветвлённая сеть пассажирского сообщения. Все населённые пункты охвачены услугами пассажирских перевозок. Маршрутные рейсы обслуживается АО «Объединение автовокзалов и пассажирских автостанций».
Железнодорожное сообщение
Через район проходит тупиковая железнодорожная ветка Северо-Кавказской железной дороги: Белореченская—Хаджох, которая вдоль автотрассы А-159 идёт до посёлка Каменномостский. Железнодорожная ветка обслуживается железнодорожными станциями: Ханская, Майкоп, Тульская и Хаджох, а также рядом остановочных пунктов между ними.
Воздушное сообщение
У хутора Октябрьский расположен Октябрьский аэродром. До 2009 года на границе района с городом Майкоп функционировал аэропорт Майкоп, занимавшаяся пассажирскими перевозками. Ныне используется как посадочная площадка для вертолётов и лёгких самолётов при авиационных работах.

## Достопримечательности

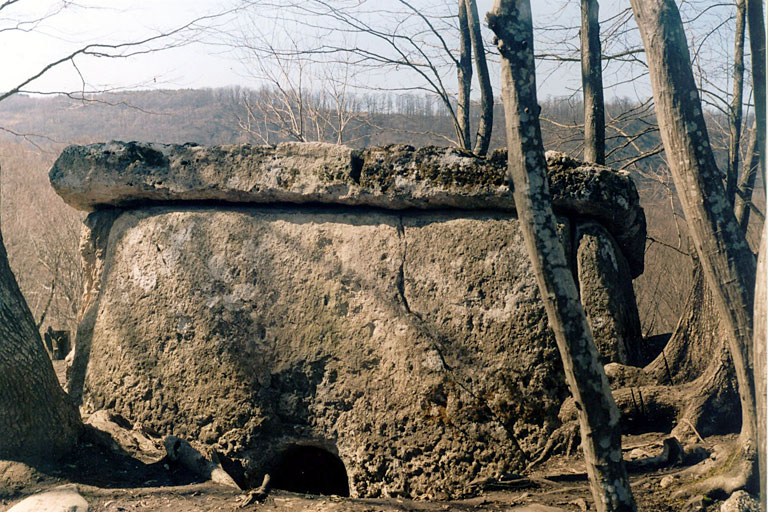
Дольмен у посёлка Каменномостского

Основные достопримечательности на территории района:
- Водопады Руфабго;
- Хаджохская теснина;
- Плато Лаго-Наки;
- Фишт-Оштенский горный массив;
- Музей природы в поселке Гузерипль;
- Группы древних дольменов (IV—III тыс. до н. э.);
- Пещеры района (см. Пещеры Адыгеи) и др.

## Средства массовой информации
- Издаётся районная газета «Маяк»[28], тиражируемая на территории района и освящающая события, происходящие в нём. Выпускается два раза в неделю.
- Официальный сайт администрации муниципального района.
- Официальные страницы администрации муниципального района в популярный социальных сетях.

## Известные уроженцы
Родившиеся в Майкопском районе.